# Educação (2020)
Education (bra/prt: Educação) é um filme de drama de 2020 dirigido por Steve McQueen e co-escrito por McQueen e Alastair Siddons. O filme foi lançado como parte da série de antologia Small Axe na BBC One em 13 de dezembro de 2020, nos Países Baixos em 16 de dezembro de 2020 e no Amazon Prime Video em 18 de dezembro de 2020.

## Elenco
- Kenyah Sandy como Kingsley Smith
- Sharlene Whyte como Agnes Smith
- Tamara Lawrance como Stephanie Smith
- Daniel Francis como Esmond Smith
- Josette Simon como Lydia Thomas
- Naomi Ackie como Hazel
- Ryan Masher como Joseph
- Jairaj Varsani como Sajid
- Tabitha Byron como Sheila
- Roshawn Hewitt como Baz
- Aiyana Goodfellow como Nina
- Nathan Moses como Ashley
- Jo Martin como Sra. Tabitha Bartholomew
- Kate Dickie como Senhorita Gill
- Stewart Wright como Sr. Baines
- Jade Anouka como Sra. Morrison
- Adrian Rawlins como Headmaster Evans
- Nigel Boyle como Sr. Hamley

## Conhecimento
Embora os personagens de Education sejam fictícios, o filme é baseado em eventos da vida real dos anos 1970, quando alguns conselhos de Londres seguiram uma política não oficial de transferir um número desproporcional de crianças negras do ensino regular para escolas para os chamados “subnormais educacionais”. A prática foi exposta pelo educador Bernard Coard em seu panfleto de 1971 How the West Indian Child is Made Educationally Sub-normal in the British School System.

## Recepção
No agregador de resenhas Rotten Tomatoes, o filme tem uma taxa de aprovação de 93% com base em 29 resenhas, com uma classificação média de 8,05/10. O consenso dos críticos do site diz: “Education lança seu olhar esperançoso sobre o futuro, oferecendo um final simples e eficaz para a série Small Axe que solidifica o lugar de Steve McQueen como mestre em contar histórias.” O Metacritic atribuiu ao filme uma pontuação média ponderada de 88 em 100, com base em 13 críticos, indicando “aclamação universal”.
Peter Debruge, da Variety, elogiou Education por sua abordagem “inteligente” para retratar as maneiras sutis pelas quais a segregação ocorre na educação infantil sem “ser redutora em relação à instituição ou aos seus funcionários”. Ele comparou o estilo “granulado e naturalista” do filme às obras de Alan Clarke e Play for Today.